# Viziuni întunecate (film din 2006)
Viziuni întunecate (2006) (denumire originală A Scanner Darkly) este un film științifico-fantastic regizat de Richard Linklater, cu Keanu Reeves, Winona Ryder și Robert Downey Jr. în rolurile principale. Filmul este bazat pe romanul Substanța M de Philip K. Dick. Filmul a fost realizat folosind rotoscopia: întâi a fost filmat, apoi fiecare cadru a fost animat.